# Варжа (приток Юга)
Варжа — река в России, протекает в Великоустюгском районе Вологодской области. Устье реки находится в 52 км по левому берегу реки Юг. Длина реки составляет 48 км.
Исток реки находится рядом с границей с Кировской областью, в 17 км к юго-западу от посёлка Подосиновец и в 27 км к юго-востоку от села Усть-Алексеево. Генеральное направление течения — северо-запад, русло извилистое. 
Долина реки преимущественно безлесая, сравнительно плотно заселена, деревни стоящие на реке входят в состав Верхневажненского сельского поселения и Усть-Алексеевского сельского поселения. Река протекает деревни Большое Ворошнино, Марилово, Андроново, Мякинницыно, Митихино, Удачино, Стрюково, Малиново, Минино, Ивернево, Юшково, Пожарово, Биричево, Телячье, Архангельская Мельница, Горбищево; а также покинутые деревни Верхнее Чистяково, Нижнее Чистяково, Нижнее Займище, Пасная, Макарово.
Притоки — Кремлевка, Пасновка, Мариловка, Луковатка, Горовица (правые); Третница, Солотовка, Плоская, Сидоровка (левые). Варжа впадает в Юг на восточной окраине села Усть-Алексеево. Ширина реки в нижнем течении около 20 м, скорость течения — 0,3 м/с.

## Данные водного реестра
По данным государственного водного реестра России и геоинформационной системы водохозяйственного районирования территории РФ, подготовленной Федеральным агентством водных ресурсов:
- Бассейновый округ — Двинско-Печорский
- Речной бассейн — Северная Двина
- Речной подбассейн — Малая Северная Двина
- Водохозяйственный участок — Юг
- Код водного объекта — 03020100212103000011665